# Jacob van Heemskerk

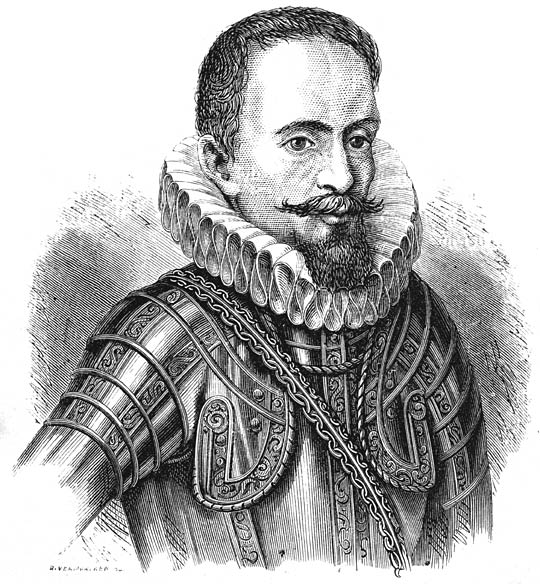
Jacob van Heemskerk.

Jacob van Heemskerk, född den 1 mars 1567 i Amsterdam, död den 25 april 1607, var en holländsk upptäcktsresande.
van Heemskerk försökte tillsammans med Barents 1595 och 1596 förgäves att åt nordöst kringsegla Asien och måste sista gången under svåra försakelser och lidanden övervintra på Novaja Zemlja. Efter att ha gjort flera resor till Indien blev han 1607, som viceamiral, chef för en holländsk flotta om 26 små krigsskepp och vann med dessa, under Gibraltars kanoner, 
en lysande seger över den överlägsna spanska flottan, men stupade själv. I Oude Kerk i Amsterdam finns ett ståtligt gravmonument över van Heemskerk.